# Stefan II (påve)
För den Stefan som valdes, men inte hann krönas, vilken också har benämnts Stefan II, se Stefan (vald påve).
Stefan II (från 1500-talet till 1960 känd under namnet Stefan III), född 714 eller 715 i Rom, död 26 april 757, var påve från den 26 mars 752 till sin död, den 26 april 757. 

## Biografi
Stefan blev enhälligt vald till påve i Santa Maria Maggiore och kröntes den 26 mars (eller den 3 april) 752. Han fick omedelbart ta itu med langobarderna som hade beslutat sig för att lägga hela Italien under sig. När de hade intagit Ravenna år 751 hade bysantinska rikets makt slagits ner, eftersom rikets exark verkade där, och langobarderna gjorde förberedelser för att inta hertigdömet Rom.
Stefan bad förgäves Konstantinopel om hjälp. Han spenderade frivilligt sina pengar på att förmå dem att bibehålla freden de avtalat med honom, och till att motverka anfall. Likaså ägnade han sig åt böner och övertalade Pippin den lille att bistå honom. Som en sista utväg begav han sig personligen till Gallien för att vädja inför frankernas kung. Där fick han ett storslaget mottagande, krönte Pippin till frankernas kung, och vid Kiersey fick han ett högtidligt löfte av Pippin att han skulle försvara honom och återbörda exarkatet till Peterskyrkan.
En församling av frankiska stormän bekräftade överenskommelsen i Quierzy varefter Pippin och hans söner – Karl och Karlman – utfärdade en urkund i denna anda. Gåvan har givit upphov till en beryktad ändlös strid och blev en grundpelare för påvedömets världsliga makt. Man trodde länge att den av Pippin utfärdade urkunden, vars ordalydelse har gått förlorad, hängde samman med en förfalskning, den så kallade konstantinska donationen, enligt vilken hela Italien och mer därtill tillförsäkrades påven. I verkligheten rörde det sig dock blott om utrymmande av det romerska området och exarkatet till förmån för påven.
Sedan Pippin misslyckats att påverka Aistulf, langobardernas kung, vid upprepade ambassader, korsade Pippin Alperna med sin armé år 754 och tvingade fram löftet att återställa Ravenna och de andra städer som langobarderna tagit. Men Pippin hade bara hunnit dra sig tillbaka från Lombardiet, när Aistulf rustade hela det langobardiska folket med vapen, och dessa stod utanför Roms stadsmurar i januari 756, skövlade omgivningarna och gjorde ett desperat försök att inta staden. Påven sände den ena begäran efter den andra till Pippin om bistånd, varmed Pippin ännu en gång korsade Alperna (756) och ännu en gång tvingade Aistulf att underkasta sig. 
Denna gång kom Stefan i besittning av exarkatets städer och Pentapolis, och han blev sålunda den förste påvekungen, och Kyrkostaten kan sägas ha grundats med detta. Kejsarens sändebud krävde tillbaka exarkatet av den frankiske kungen, men Pippin överlät ånyo området till påven. I kraft av sin landshöghet som det romerska folkets representant utnämnde påven Pippin och hans söner till patricier. Dock bestod ännu så länge den kejserliga högheten åtminstone till namnet. I slutet av samma år avled Aistulf, medan han återigen smidde planer på att bryta överenskommelsen. Vid hans död fanns två pretendenter till langobardernas tron, Desiderius och Ratchis. Desiderius var hertig av Istrien, och Ratchis var Aistulfs bror men hade avstått kronan och istället gått i kloster vid Monte Cassino. Desiderius sökte sig därför till påven för stöd till sina anspråk, och i utbyte mot detta lovade han att ge tillbaka vissa städer i exarkatet och Pentapolis som fortfarande regerades av langobarderna, samt att ge påven en stor summa pengar.
Stefan sände envoyéer till de båda rivalerna och lyckades upprätta freden och förhindra inbördeskrig genom att påminna Ratchis om sina klosterlöften. Ratchis återvände till sitt kloster, och Desiderius erkändes som kung, omkring mars 757. Den senare fullföljde inte sina löften till påven till en början. Han släppte Faenza, Ferrara, och två små orter, men behöll Bologna, Imola och andra städer i Pentapolis ända tills hans övermannades av Karl den store.
Just när Stefan lyckats skapa en organisation i sin regering, gjorde ärkebiskop Sergius av Ravenna uppror; Stefan hade utnämnt honom till guvernör över staden. Stefan lät hämta upprorsmannen till Rom och behöll honom där så länge han levde.
Påve Stefan korresponderade med kejsar Konstantin V om frågan att återställa ikoner efter bildstriden, och han lät restaurerade flera kyrkor i staden Rom. Han blev omtalad för sin omtanke om de fattiga, och lät uppföra ett sjukhus för dessa nära Peterskyrkan, den kyrka som han begravdes i.